# 畢格羅宇航
畢格羅宇航或比奇洛航天公司（Bigelow Aerospace）是一間位於美國內華達州北拉斯維加斯的太空技術創業公司，正在建造可充氣式太空站。畢格羅宇航由羅伯特·畢格羅於1998年成立，資金在很大程度上是由畢格羅以旅店業者的身分積累財富而來。畢格羅先生的願景是在宇宙中開啟第一間酒店，也是宇航公司成立的最終目的。

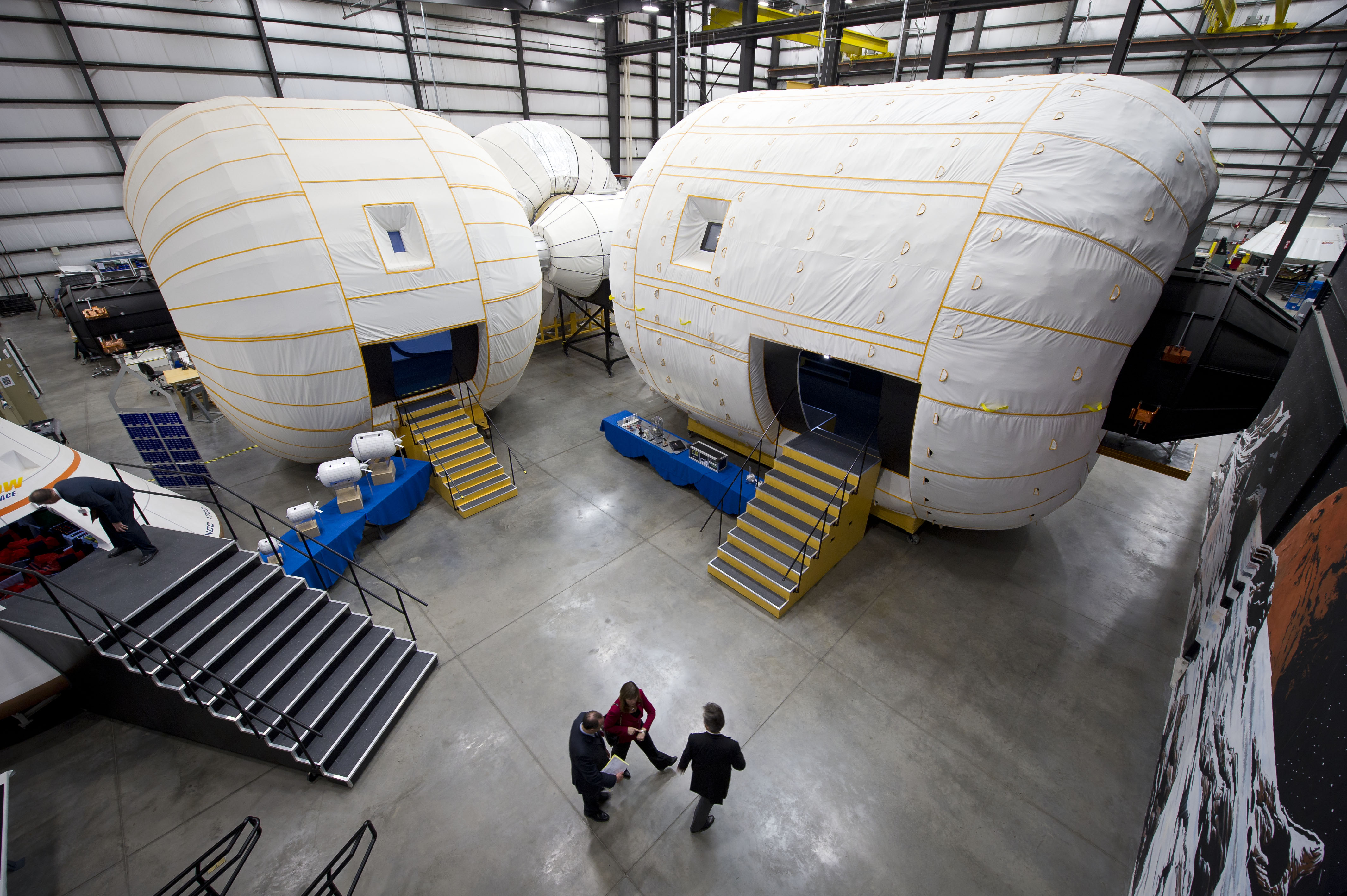
充气太空舱

直至2010年，畢格羅已為公司投資1.8億美元。畢格羅曾在多個場合表示，他準備資助畢格羅宇航約5億美元到2015年，以實現推出全面的硬件。2013年初，比格罗航天公司与美国航空航天局签署协议，于2013年年底之前，国际空间站上将测试由比格罗公司提供的微型模拟可充气式太空舱，进行可行性质检验。若通过，准备于2020年发射大型的可充气式太空舱与国际空间站连接，供空间站内宇航人员使用，直至2024-2028年国际空间站寿命结束为止。

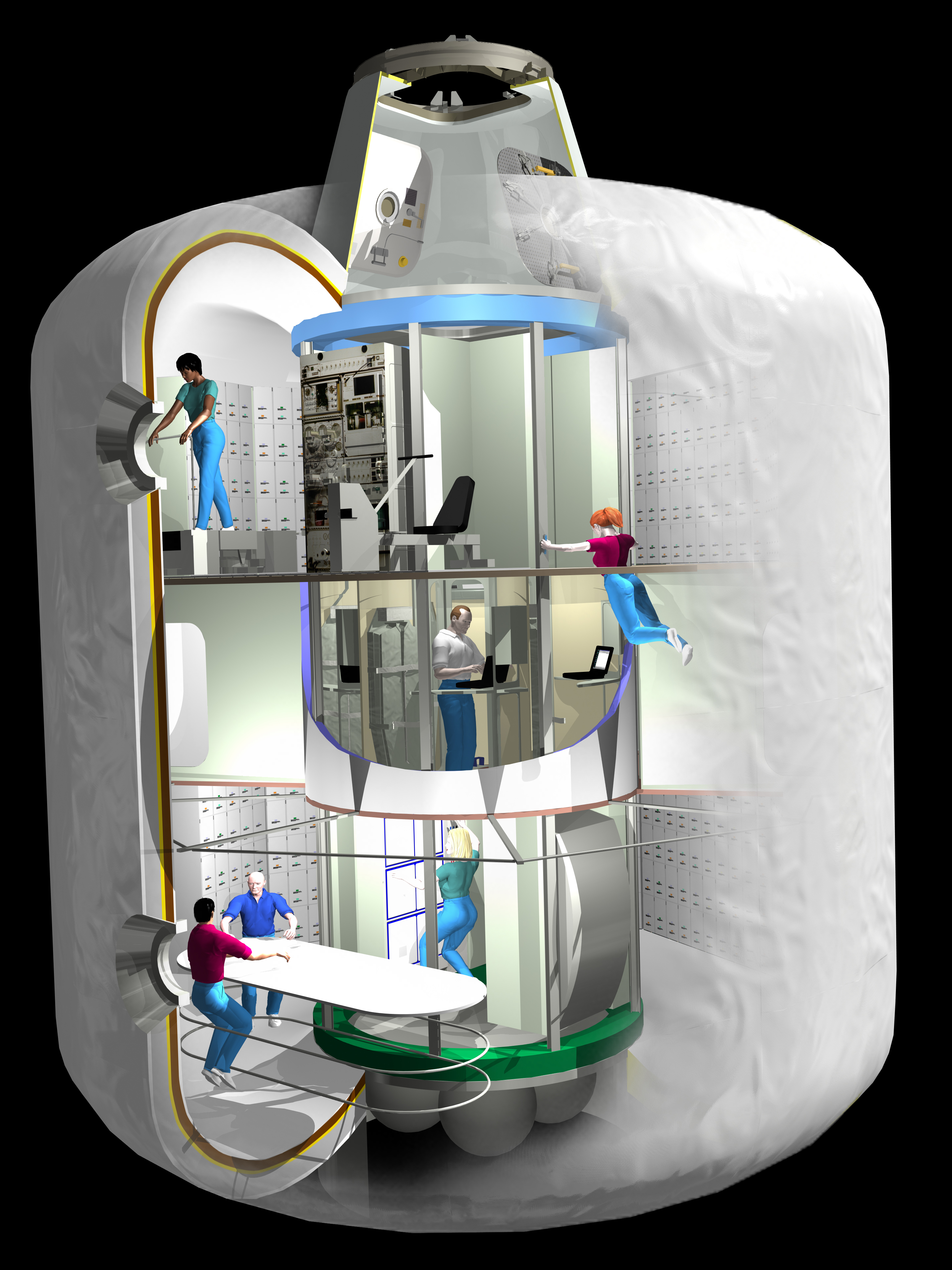
大型充氣艙概念

## 組件設計和商業計劃
公司正在開發一系列的原型和生產空間站組件，包括：
- 創始一號，一個三分之一大小的原型於2006年7月12日發射，重約3000磅（1,360公斤），尺寸約為14.5英尺（4.4米）乘5.25英尺（1.6米）。[7]
- 創始二號（英语：Genesis II），與創始一號相同大小，加入其他系統進行測試和發送付費會員的物品。發射於2007年6月28日。[8]
- BA 330（英语：B330），一個完整大小的組件，滿載時重約50000鎊（23,000公斤），尺寸為約45英尺（13.7米）乘22英尺（6.7米）。[9]

| 組件類型                 | 組件名稱                 | 發射日期                          | 發射火箭 | 狀態                       |
| ------------------------ | ------------------------ | --------------------------------- | -------- | -------------------------- |
| 創始探路者               | 創始一號 （Genesis I）            | 2006年7月12日 14时53分30秒（UTC） | 第聂伯   | 發射成功，在軌道中         |
| 創始探路者               | 創始二號 （）            | 2007年6月28日 15时02分00秒（UTC） | 第聂伯   | 發射成功，在軌道中         |
| 銀河號 （）              | 銀河號 （）              | 已取消                            | 已取消   | 已取消發射，进行过地面測試 |
| 太阳舞者 （）            | 太阳舞者 （）            | 已取消                            | 已取消   | 已取消                     |
| BA 330“鹦鹉螺号” （）    | BA 330“鹦鹉螺号” （）    | 2014年-2015年                     |          | 設計中；模拟舱测试中       |
| BA 2100“奥林匹斯号” （） | BA 2100“奥林匹斯号” （） | 初步规划中                        |          | 初步规划中                 |

## 參阅
- 私人航天公司列表
- 太空游客
- 維珍銀河
- SpaceX
- 缩尺复合体公司

## 外部連結
- （英文）比格罗航天公司官方网站 （页面存档备份，存于）